# 10-й окремий танковий батальйон (РФ)
10-й окремий танковий батальйон (10 ОТБ, в/ч 08810) — незаконне збройне формування 1-го армійського корпусу ДНР.

## Біографія
У липні 2014 року у складі озброєного формування «Оплот» створено «бронезагін». Бронезагін брав участь у боях у літній кампанії 2014 року на півдні Донецької області: Тельманове, Іловайськ, Старобешове, Торез, Шахтарськ, Маринівка, Савур-Могила. З червня 2014 до лютого 2015 року брав участь у боях за Донецький аеропорт.
15 жовтня 2014 року на базі «бронезагону» було сформовано окремий механізований загін, основу якого складали танкові та мотострілецькі роти та артилерія.
У січні 2015 року загін вів бої в районі населених пунктів Спартак та Піски.
У липні 2015 року окремий механізований загін перетворено на 2-й окремий танковий батальйон «Дизель».
11 листопада 2019 року військовій частині № 08810 присвоєно почесне найменування «гвардійський».
Після офіційного входження частин 1 АК до складу Збройних сил Росії у січні 2023 року батальйон перейменований на 10-й окремий гвардійський танковий батальйон.

## Втрати
Відомі втрати батальйону:
- 28 бійців під час АТО-ООС.